# Kyoto Express
La Kyoto Express è una nave portacontainer della classe Colombo Express di proprietà e gestita da Hapag-Lloyd AG. Registrata ad Amburgo, in Germania, la nave è operativa dal 2005.

## Caratteristiche
La nave ha nove stive e ha una capacità di carico di 8749 TEU. La nave è lunga 335,07 metri, ha una larghezza massima di 42,87 metri e ha un pescaggio di 14,61 metri.
La nave è dotata di un impianto di propulsione principale costituito da un B&W 12K98ME che genera 93.323 CV. Il motore principale aziona un'unica elica a passo fisso, in grado di fornire la propulsione che consente all'imbarcazione di raggiungere la velocità di 24,5 nodi.

## Storia
Costruita dalla Hyundai Heavy Industries a Ulsan, in Corea del Sud, la Kyoto Express venne completata nel novembre 2005.

### Crollo di una gru al Southampton Container Terminals
Il 18 gennaio 2008, intorno alle 16:35, una gru crollò sulla Kyoto Express al Southampton Container Terminals. La parte del molo venne evacuata e non furono segnalati feriti.
Anche dopo quattro settimane dall'incidente della gru, molte navi e imbarcazioni dovettero dirottarsi verso altri porti a causa della sospensione delle operazioni di ricostruzione e riparazione del porto. La partenza della Kyoto Express è stata ritardata di circa 10 giorni mentre i detriti e i container danneggiati dal crollo venivano rimossi dalla nave e dal molo.
A causa dell'incidente, la Honda perse l'intera produzione nello stabilimento di South Marston perché i pezzi non potevano essere consegnati e i 5.000 membri dello staff furono rimandati a casa. La Kyoto Express trasportava cambi e trasmissioni per Swindon dall'Estremo Oriente che alla fine furono dirottati ad Amsterdam per essere poi trasportati nel Regno Unito.
"Il guasto della gru a Southampton nel fine settimana ci ha causato un grosso problema con lo scarico dei componenti chiave del motore", ha affermato Julie Cameron, responsabile delle comunicazioni aziendali della Honda. "Di conseguenza, la produzione di auto è stata interrotta a causa della carenza di pezzi. Sono stati presi accordi per trasportare i pezzi rimanenti nel Regno Unito. Prevediamo la consegna questa mattina, quando si stima che la piena produzione riprenderà su entrambe le linee. Durante questo periodo di non produzione, ai dipendenti viene data l'opportunità di prendersi delle vacanze e sono previste altre attività come la formazione."
La perdita di produzione prevista era compresa tra 600 e 1.000 veicoli.